# Teresztenye
Teresztenye is een plaats (község) en gemeente in het Hongaarse comitaat Borsod-Abaúj-Zemplén. Teresztenye telt 29 inwoners (2001).